# ديكلان كار
ديكلان كار (بالإنجليزية: Declan Carr)‏ هو لاعب قذف أيرلندي، ولد في 30 يوليو 1965 في دبلن في جمهورية أيرلندا.